# GLADIATOR 022 in OSAKA
GLADIATOR 022 in OSAKAは、日本の総合格闘技団体「GLADIATOR」の大会の一つ。
2023年6月11日、大阪府豊中市の176BOXで開催された。

## 大会概要
本大会ではバンタム級グランプリ1回戦、フェザー級王座決定トーナメント準決勝、ならびにPROGRESSフォークスタイルグラップリング暫定ウェルター級王座決定トーナメント準決勝戦が実施された。

## 試合結果

### オープニングファイト
第1試合 フェザー級 5分1R
○  野口蒼太 vs.  西村剛 ×
判定3-0
第2試合 フライ級 5分1R
○  MASATERU vs.  塩谷尚也 ×
1R 0:21 TKO

### プレリミナリーファイト
第3試合 ストロー級 5分2R
○  武尊 vs.  田中優樹 ×
1R 2:54 リアネイキドチョーク
第4試合 バンタム級 5分2R
○  吉田開威 vs.  安枝匠 ×
1R 3:45 TKO
第5試合 ライト級 5分2R
○  八木敬志 vs.  直島弘昌 ×
判定3-0
第6試合 ライト級 5分2R
○  水野翔 vs.  後藤丈季 ×
判定2-1
第7試合 フェザー級 5分2R
○  藤岡陸 vs.  木村総一郎 ×
判定2-1
第8試合 フライ級 5分2R
○  江木伸成 vs.  空 ×
判定3-0
第9試合 バンタム級 5分2R
○  溝口司 vs.  江田こうすけ ×
1R 4:50 TKO

### メインカード
第10試合 PROGRESSフォークスタイルグラップリング暫定ウェルター級王座決定トーナメント準決勝 5分2R
○  世羅智茂 vs.  加賀谷庸一朗 ×
2R 1:50 肩固め
第11試合 PROGRESSフォークスタイルグラップリング暫定ウェルター級王座決定トーナメント準決勝 5分2R
○  森戸新士 vs.  網藤雄太 ×
判定4-3
第12試合 GLADIATORバンタム級GP 1回戦 5分3R
○  竹本啓哉 vs.  ジェイソン・マルガリョ ×
1R 3:40 腕ひしぎ十字固め
第13試合 GLADIATORフェザー級王座決定トーナメント準決勝 5分3R
○  ダギースレン・チャグナードルジ vs.  チハヤフル・ズッキーニョス ×
判定2-1
第14試合 GLADIATORフェザー級王座決定トーナメント準決勝 5分3R
○  パン・ジェヒョク vs.  河名マスト ×
判定2-1
第15試合 GLADIATORバンタム級GP1回戦／バンタム級タイトルマッチ 5分3R
○  テムーレン・アルギルマー vs.  神田T-800周一 ×
判定2-1
※テムーレン・アルギルマーが第7代GLADIATORバンタム級王者に。

### ポストリミナリー
第16試合 フェザー級 5分2R
○  ハンセン玲雄 vs.  徳野一心一馬 ×
1R 0:30 TKO
第17試合 バンタム級 5分2R
○  藤原克也 vs.  別所 竜弥 ×
1R 0:05 TKO
第18試合 フェザー級 5分2R
○  桑本征希 vs.  天草ストロンガー四郎 ×
2R 1:29 TKO
第19試合 フライ級 5分2R
○  古賀珠楠 vs.  廣瀬裕斗 ×
判定3-0
第20試合 バンタム級 5分2R
○  田中壱季 vs.  秋田良隆 ×
2R 2:29 三角絞め
第21試合 64kg契約 5分2R
○  フェルナンド vs.  今村豊 ×
1R 4:48 腕ひしぎ十字固め

### ザ・ワンTV ファイトボーナス
ダギースレン・チャグナードルジ、チハヤフル・ズッキーニョス、パン・ジェヒョク、河名マスト
各選手にはボーナスとして25万円が授与された。